# Xystrota leda
Xystrota leda là một loài bướm đêm trong họ Geometridae.